# Мадху (підрозділ окружного секретаріату)
Підрозділ окружного секретаріату Мадху — підрозділ окружного секретаріату округу Маннар, Північна провінція, Шрі-Ланка. Складається з 17 Грама Ніладхарі.